# Hannan
Hannan (阪南市 Hannan-shi?) es una ciudad localizada en la Prefectura de Osaka, Japón. Hannan limita con la ciudad Sennan al norte y la ciudad de Misaki-chō al este. En la ciudad se localiza la playa Pichi-pichi, una famosa playa y parque público local. La ciudad de Hannan es la segunda ciudad que está más al sur de la Prefectura de Osaka.
En el 2010, la ciudad tenía una población de 56.605 habitantes y la densidad de población era de 1.570 personas por km². El área total es de 36.10km². La ciudad fue fundada el 1 de octubre de 1991, siendo esta la ciudad más nueva de Osaka hasta el año 2010.
Las industrias principales en Hannan son la pesca comercial, la agricultura y la producción de sake.
El alcalde de la ciudad es Toshihiro Fukuyama, quien gobierna desde el 12 de noviembre de 2008.

## Etimología
El nombre de la ciudad deriva de la lectura onyomi del kanji 阪 (han), el segundo kanji del nombre de la prefectura, Osaka (大阪府), y del kanji 南 (nan), el cual significa sur. Por lo que literalmente significa "Osaka Sur".

## Historia
Hasta que la ciudad fue fundada en 1991, los poblados establecidos en esa zona habían estado desde el período Nara (siglos V al VII). Las herramientas encontradas hechas con piedra datan del año 1.000 AC. Junto con otras ciudades al sur del río Yamatogawa, la ciudad perteneció a la premoderna Provincia de Izumi, desde el período Nara al período Tokugawa.

## Transporte

### Trenes
El servicio de trenes en Hannan es establecido por las dos empresas nacionales JR Westy Hanwa Line y la privada Nankai Main Line.
Estaciones de Nankai Main Line:
- Ozaki
- Tottorinosho
- Hakotsukuri

Estaciones de JR Hanwa Line:
- Izumi-Tottori
- Yamanakadani

### Autobuses
Hannan también cuenta con una red de autobuses que recorre toda la ciudad.

### Carreteras
La Carretera Nacional Japonesa Ruta 26 recorre la ciudad. La Autopista Hanwa recorre la parte montañosa interior.